# スタレット (DD-407)
スタレット (USS Sterett, DD-407)は、アメリカ海軍のベンハム級駆逐艦。艦名はアメリカ海軍の軍人アンドリュー・スタレットにちなむ。その名を持つ艦としては2隻目。

## 艦歴
スタレットは1936年12月2日にチャールストン海軍工廠にて起工、1938年10月27日に進水、1939年8月15日にエザートン・マコンドレイ中佐指揮下にて就役した。

### 戦前
スタレットは1939年10月28日、新たに就役した2隻のシムス級駆逐艦マスティンおよびヒューズとともにサウスカロライナ州チャールストンを発ち、メキシコ湾にてシェイクダウンを行った。駆逐艦第15師団に配属されたスタレットは、グアンタナモ湾でハムマンと合流し、パナマ運河経由でサンディエゴに向かった。6月24日、エンタープライズと他5隻の駆逐艦とともにハワイに向け出航し、7月2日に真珠湾に到着した。

### 第二次世界大戦
日本軍の真珠湾攻撃の後、マルティニークに停泊しているヴィシー政権の艦船に対抗するため、ワスプおよび巡洋艦、駆逐艦とともにバミューダを出航した。スタレットは戦争初期の数か月を東海岸の哨戒に費やした。1942年1月中旬、ニューファンドランド州のアルゼンチア海軍基地に向かい第15任務部隊と合流し、護送船団をアイスランドまで護衛した。4月4日、スタレットはイギリス本国艦隊における任務の一環としてワスプとともににオークニー諸島のスカパ・フローに入った。ワスプがマルタにて航空支援を行っている間、スタレットはイギリス艦隊とともに作戦を行った。その後スカパ・フローを出港しアメリカに向かい、6月19日にサンディエゴに到着した。スタレットは7月1日に再び出国し、第18任務部隊の一員としてフィジー諸島に向かい、1942年の残りと1943年のすべてをソロモン諸島の戦いに費やした。1944年はマリアナ諸島およびフィリピンの戦いに参加し、1945年には沖縄戦にて哨戒および護衛任務に従事した。

### 戦後
スタレットは10月17日にニューヨークに戻り、1945年11月2日に退役した。1947年2月25日に海軍船籍から除籍され、8月10日に売却された。

## 受章
スタレットは第二次世界大戦の功績により12個の従軍星章を受章した。